# Коккайнар (Жамбылский район)
Коккайнар (каз. Көкқайнар) — село в Жамбылском районе Алматинской области Казахстана. Входит в состав Унгуртасского сельского округа. Код КАТО — 194277300.

## Население
В 1999 году население села составляло 716 человек (352 мужчины и 364 женщины). По данным переписи 2009 года, в селе проживало 610 человек (308 мужчин и 302 женщины).